# Rolland Courbis
Rolland Courbis (Marsella, Francia, 12 de agosto de 1953), exfutbolista francés y actual entrenador. Jugó de defensa y ha entrenado a varios equipos de su país, como el Montpellier HSC (en dos etapas), e incluso a los más laureados, como el Olympique de Marsella o el Girondins de Burdeos. Actualmente está libre tras dejar el Stade Malherbe Caen.

## Trayectoria como jugador
Nacido en Marsella, Rolland se crio en los suburbios del norte. Ese hijo de un policía, jugaría en la Policía de EE. UU. antes de ser descubierto por el Olympique de Marsella en 1966 a los 13 años, mientras que el pequeño Rolland terminó en un mejor jugador del torneo después de las salas.
En 1969, a la edad de 16 años, Mario Zatelli se integra en el grupo a favor de otros jóvenes como Albert Emon. En el momento de Rolland Courbis se ve obligado a mentir que no terminaron la escuela Zatelli a entrenar con las estrellas de la época (Roger Magnusson, Josip Skoblar, Joseph Bonnel, Charly Loubet, etc.).

### Debut en el OM, Ajaccio y Olympiakos (1972-1974)
Formado en el Olympique de Marsella. Técnicamente limitado, pero muy duro en el marcaje al hombre y fuerte en el uno contra uno, que jugó algunos partidos durante la temporada del doblete. Sin embargo, durante el verano de 1972, entra en la negociación de traspaso con otros cuatro jugadores para el fichaje de Marius Trésor, que juega para el AC Ajaccio. En Córcega, Rolland encuentra una cierta calidad de vida y el tiempo de juego Su mentalidad encaja muy bien con el equipo y la cultura corsa. El equipo coincide con Claude Le Roy, René Le Lamer o François M'Pelé. El equipo acabó colista Rolland y debe dejar el club.
En 1973, firmó en el club griego Olympiacos FC. En ese momento sólo los jugadores griegos pueden jugar en Grecia. Así que se inventa un gran padre-griego, pero deportivamente es una mala elección.

### El retorno a Francia en el Sochaux (1974-1977)
Después de una temporada, Courbis regresa a casa para jugar en el FC Sochaux en 1974 el año de la inauguración de un centro de formación que da frutos con relativa rapidez, dejando al descubierto la talla de Philippe Anziani, Yannick Stopyra, Bernard Genghini, Joël Bats, etc. que lograrán el apogeo del club y de la Selección de fútbol de Francia. La primera temporada es muy dura y el club sólo puede escapar del descenso; pero la segunda temporada fue la resurrección: el club terminó en tercer lugar en la liga esta temporada, obteniendo el récord de asistencia del club con 20.886 espectadores contra el AS Saint-Étienne. Su buen desempeño le valió ser llamado por Henri Guérin en la Selección de fútbol de Francia el 27 de marzo de 1976 contra la Selección de fútbol de Luxemburgo.

### Mónaco (1977-1982)
En 1977 regresó al sur y se unió al AS Monaco, recién ascendido a la Ligue 1. Durante su primera temporada, obtuvo el título de Campeón de Francia en 1978 con el AS Mónaco, convirtiéndose en el primer club en ganar el título de Campeón de Francia justo después de ascender, con jugadores como Cristiano Dalger, Jean-Luc Ettori, Jean Petit y sobre todo Delio Onnis.
Las características de 1980 será de entre un muy buen equipo en el ranking nacional, el suministro y atraer a muchos jugadores del equipo de Francia (Bruno Bellone y Manuel Amorós y otros), y un equipo que no existe en la escena europea. Cuando Gerard Banide es el entrenador del Mónaco, el club ganó la Copa de Francia en 1980 a expensas del US Orléans. (Rolland está lesionado y no jugó la final), la estabilidad en la tabla de la Liga (3 plazas cuarta ) y un título de campeón en 1982.
Durante este período, que serán seleccionados de una vez por Francia, aprovechando la ausencia de Marius Tresor y Christian Lopez, pero no jugará debido a que Michel Hidalgo prefiere la dupla Patrice Rio y Carlos Curbelo.

### Fin de la carrera en Toulon (1982-1985)
Después de cinco años en Mónaco, donde ha ganado dos títulos de liga y una Copa de Francia, se unió al SC Toulon en 1982. Gracias a su experiencia en la defensa, la efectividad de Christian Dalger en el ataque y el talento del líder Alain Benedet, el Sporting es de nuevo promovido a la primera división en 1983, terminando primero en el Grupo B, delante del Stade de Reims, gracias a una victoria en el campo del Grenoble Foot (1-5).
Durante la temporada 1983-1984, Toulon saca su agradecimiento a la continuación de 21 goles Delio Onnis, el máximo goleador. El nuevo club alcanzó las semifinales de la Copa de Francia, pero fue derrotado por el AS Mónaco (1-4, 2-1). La temporada siguiente vio al Toulon lograr excelentes resultados, como la aplastante victoria sobre el París Saint-Germain (5-1). Aún tercero en la tarde del día 31, 3 derrotas consecutivos (uno de ellos ante el AS Monaco, un gol a cero, antes de 18.000 espectadores en el estadio Mayol, la asistencia del club de registro), que relegan a la quinta posición, incluso la clasificación para la Copa de Europa, antes del último día. Sin embargo, una derrota en casa contra el FC Nantes les hace culminar sextos y les priva de la competencia continental.

### Selección nacional
Fue internacional con la Selección de fútbol de Francia, jugó un partido internacional.

### Clubes como futbolista
| Club                  | País    | Año       | Partidos | Goles |
| --------------------- | ------- | --------- | -------- | ----- |
| Olympique de Marsella | Francia | 1971-1972 | 3        | 1     |
| AC Ajaccio            | Francia | 1972-1973 | 28       | 1     |
| Olympiacos FC         | Grecia  | 1973-1974 | 4        | 0     |
| FC Sochaux            | Francia | 1974-1977 | 116      | 0     |
| AS Monaco             | Francia | 1977-1982 | 155      | 4     |
| Sporting Toulon Var   | Francia | 1982-1985 | 99       | 2     |

## Trayectoria como entrenador
SC Toulon
Courbis comenzó su carrera como entrenador en octubre de 1986, al frente del SC Toulon, equipo que entonces era el último clasificado de la Ligue 1 pero que terminó salvándose. En la temporada siguiente, el equipo, con las incorporaciones de Bernard Casoni y David Ginola, logró un destacable 5.º lugar; pero sin ellos, el curso 1988-89 fue decepcionante (11.ª posición). Courbis no llegaría a terminar su cuarta y última temporada en el banquillo del conjunto francés.
US Marseille Endoume
En la temporada 1991-92, entrenó al modesto US Marseille Endoume, del Championnat National, que terminó 3.º, igual que el año anterior.
Girondins de Burdeos
En 1992, fue contratado por el Girondins de Burdeos. El equipo bordelés, que por aquel entonces contaba con jóvenes promesas como Zinedine Zidane y Bixente Lizarazu, terminaría cuarto en las dos siguientes temporadas, bajo la dirección de Courbis. 
Toulouse
Luego se hizo cargo del Toulouse FC, que quedó 4.º y a las puertas del ascenso, hasta finales de 1995.
Regreso al Girondins
Volvió al banquillo del Girondins de Burdeos al año siguiente, llevándolo nuevamente al 4.º puesto en la Liga y alcanzando la final de la Copa de la Liga, pero esta vez sin poder disponer de los jugadores de talento que tuvo en su anterior etapa en la entidad, ya que se habían marchado.
Olympique de Marsella
Posteriormente, dirigió al Olympique de Marsella, equipo que se había reforzado con futbolistas como Laurent Blanc, Fabrizio Ravanelli y Claude Makélélé. Tras volver a terminar 4.º, el OM realizó más fichajes (Florian Maurice, Robert Pirès, etc.), siendo subcampeón de la Ligue 1 y finalista de la Copa de la UEFA en 1999. La buena marcha del equipo marsellés provocó que el club renovara el contrato de Courbis hasta 2002, pero este dejó la entidad a finales de 1999 tras un mal comienzo de temporada, con el OM noveno en el campeonato local. Estos buenos resultados en sus tres años en el Stade Vélodrome se verían empañados por una acusación de cobrar comisiones ilegales en traspasos, razón por la cual fue suspendido temporalmente en sus funciones.
Lens
En la siguiente temporada (2000-01), ocupó el banquillo del RC Lens, que fue quinto el año anterior. Sin embargo, no pudo repetir ese buen rendimiento pese a las contrataciones de El Hadji Diouf o Franck Dumas. El equipo aurirojo marchaba 13.º tras 26 jornadas cuando Courbis se fue.
Ajaccio
Logró su primer título como entrenador en 2002, llevando al AC Ajaccio a ganar el campeonato de la Ligue 2. En la temporada siguiente, logró la permanencia, pero no continuó. Posiblemente este sea su mayor logro como técnico, ya que el club corso contaba con un presupuesto muy reducido.
Al-Wahda y Alania Vladikavkaz

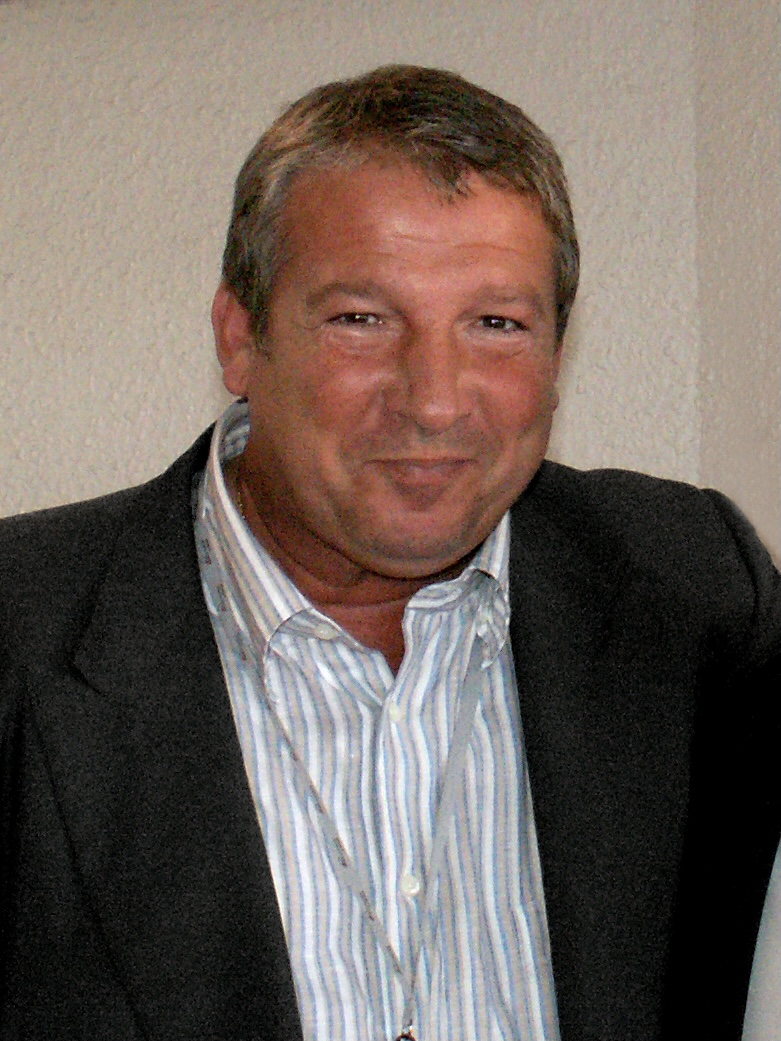
Courbis en 2006.

Su siguiente destino fue el extranjero, donde tuvo dos breves experiencias con el Al-Wahda FC de los Emiratos Árabes Unidos y el Alania Vladikavkaz de la Liga Premier de Rusia.
Regreso al Ajaccio
Regresó al AC Ajaccio en 2004, al que cogió en 18.º lugar con 8 puntos y lo llevó a la 14.ª posición con 45 unidades al término de la Ligue 1 2004/05. Continuó entrenando al equipo corso hasta enero de 2006, cuando fue destituido con el equipo como 19.º clasificado tras 21 jornadas.
Montpellier
En abril de 2007, llegó al Montpellier Hérault Sport Club, situado en puestos de descenso a falta de 4 jornadas para el final del campeonato. Logró llevar a este equipo a la salvación tras ganar 3 de esos 4 últimos partidos y fue renovado. Su siguiente temporada fue mejor, terminando en 8.ª posición, aunque sus fichajes no terminaron de cuajar. Posteriormente, el equipo terminó como subcampeón en la Ligue 2 2008/09 y por lo tanto logró el ascenso, antes de que Courbis fuera sustituido por René Girard.
FC Sion y Níger
Luego fue nombrado seleccionador de Níger, pero dejó el cargo poco después. También tuvo un efímero paso por el FC Sion de Suiza, dejando el club a los pocos días de su llegada.
USM Alger
El 1 de noviembre de 2012, accedió a la dirección del USM Alger, con el que ganó una Copa de Argelia y una Copa de Clubes Campeones del Golfo. Sin embargo, decidió dimitir apenas un año después de su llegada.
Regreso al Montpellier
El 7 de diciembre de 2013, Courbis fue nombrado nuevo técnico del Montpellier Hérault Sport Club. El equipo estaba rozando los puestos de descenso (17.º clasificado) y a Courbis se le encargó el objetivo primordial de lograr la permanencia. El técnico logró mejorar los registros de su predecesor (cosechando una media de 1,285 puntos por partido contra los 0,937 anteriores) y alcanzó la salvación a falta de una jornada para el final de la Ligue 1 2013-14. La temporada 2014-15, pese a haber traspasado a algunos de sus mejores jugadores como Rémy Cabella o Benjamin Stambouli, transcurrió con menos apuros para el Montpellier, ocupando la 10.ª posición de la clasificación al término de la primera vuelta y terminando el campeonato en una más que cómoda 7.ª posición. Pero los problemas regresaron al comenzar la temporada 2015-16, ya que el equipo perdió 6 de sus 7 primeros partidos de Liga. Sin embargo, a partir de ahí el equipo reaccionó y escapó de las últimas posiciones. El 23 de diciembre de 2015, después de terminar la primera vuelta de la Ligue 1 como 15.º clasificado con 22 puntos, presentó su dimisión como entrenador del Montpellier.
Stade Rennes
El 12 de enero de 2016, se convirtió en supervisor y consejero del presidente del Stade Rennais. Sin embargo, sólo 8 días después, fue reclamado para bajar al banquillo y hacerse cargo del equipo, tras el cese de Philippe Montanier. Tras un irregular debut, el equipo llegó a estar en 4.º puesto tras obtener 4 victorias en 5 partidos, pero una mala recta final de temporada le hizo caer fuera de los puestos europeos. Finalmente, el equipo terminó la Ligue 1 2015-16 como 8.º clasificado y Courbis fue reemplazado por Christian Gourcuff. Pocos meses después, abandonó el club.
FC Lorient
En octubre de 2016, recibió una oferta para sustituir a Sylvain Ripoll al mando del FC Lorient, pero no pudo aceptarla debido a sus obligaciones contractuales con Radio Monte Carlo.
SM Caen
En febrero de 2019, fue contactado por el SM Caen para ofrecerle un rol de colaborador con su técnico. Courbis aceptó la propuesta y se unió al cuerpo técnico del equipo francés. Sin embargo, no pudo ayudar a obtener la permanencia en la Ligue 1 y abandonó el club al término de la temporada.

### Clubes y estadísticas
| Club                  | País                   | Año       | P   | PG | PE | PP | % v.  |
| --------------------- | ---------------------- | --------- | --- | -- | -- | -- | ----- |
| SC Toulon             | Francia                | 1986-1990 | 130 | 46 | 46 | 38 | 35.38 |
| US Marseille Endoume  | Francia                | 1991-1992 | 31  | 20 | 4  | 7  | 64.52 |
| Girondins de Burdeos  | Francia                | 1992-1994 | 89  | 45 | 22 | 22 | 50.56 |
| Toulouse FC           | Francia                | 1994-1995 | 68  | 33 | 16 | 19 | 48.53 |
| Girondins de Burdeos  | Francia                | 1996-1997 | 47  | 21 | 18 | 8  | 44.68 |
| Olympique de Marsella | Francia                | 1997-1999 | 111 | 54 | 32 | 25 | 48.65 |
| RC Lens               | Francia                | 2000-2001 | 31  | 10 | 9  | 12 | 32.26 |
| AC Ajaccio            | Francia                | 2001-2003 | 84  | 33 | 25 | 26 | 39.29 |
| Al-Wahda FC           | Emiratos Árabes Unidos | 2003      |     |    |    |    |       |
| Alania Vladikavkaz    | Rusia                  | 2004      | 26  | 8  | 6  | 12 | 30.77 |
| AC Ajaccio            | Francia                | 2004-2006 | 56  | 14 | 19 | 23 | 25    |
| Montpellier HSC       | Francia                | 2007-2009 | 93  | 40 | 27 | 26 | 43.01 |
| Selección de Níger    | Níger                  | 2012      | 2   | 1  | 0  | 1  | 50    |
| FC Sion               | Suiza                  | 2012      | 2   | 1  | 0  | 1  | 50    |
| USM Alger             | Argelia                | 2012-2013 | 48  | 28 | 12 | 8  | 58.33 |
| Montpellier HSC       | Francia                | 2013-2015 | 84  | 30 | 20 | 34 | 35.71 |
| Stade Rennais         | Francia                | 2016      | 16  | 6  | 3  | 7  | 37.5  |
| SM Caen (asistente)   | Francia                | 2019      | 13  | 4  | 2  | 7  | 30.77 |

## Palmarés como jugador

### Campeonatos nacionales
| Título              | Club                  | País    | Año  |
| ------------------- | --------------------- | ------- | ---- |
| Ligue 1             | Olympique de Marsella | Francia | 1972 |
| Superliga de Grecia | Olympiacos FC         | Grecia  | 1974 |
| Ligue 1             | AS Monaco             | Francia | 1978 |
| Copa de Francia     | AS Monaco             | Francia | 1980 |
| Ligue 1             | AS Monaco             | Francia | 1982 |
| Ligue 2             | SC Toulon             | Francia | 1982 |

## Palmarés como entrenador

### Campeonatos nacionales
| Título          | Club       | País    | Año  |
| --------------- | ---------- | ------- | ---- |
| Ligue 2         | AC Ajaccio | Francia | 2002 |
| Copa de Argelia | USM Alger  | Argelia | 2013 |

### Campeonatos internacionales
| Título                             | Club      | País    | Año  |
| ---------------------------------- | --------- | ------- | ---- |
| Copa de Clubes Campeones del Golfo | USM Alger | Argelia | 2013 |